# Résolution 1973 du Conseil de sécurité des Nations unies
Membres permanents
- Chine
- États-Unis
- France
- Royaume-Uni
- Russie

Membres non permanents
- Afrique du Sud
- Allemagne
- Bosnie-Herzégovine
- Brésil
- Colombie
- Gabon
- Inde
- Liban
- Nigéria
- Portugal

Résolution no 1972 Résolution no 1974
La résolution 1973 du Conseil de sécurité des Nations unies est une résolution du Conseil de sécurité des Nations unies adoptée le 17 mars 2011,. Elle fait suite à la résolution 1970. Elle concerne la Jamahiriya arabe libyenne et la révolte alors en cours contre le régime de Mouammar Kadhafi, et permet aux pays qui le souhaitent de participer à une zone d'exclusion aérienne au-dessus de la Libye pour protéger la population civile et de « prendre toutes mesures nécessaires, nonobstant le paragraphe 9 de la résolution 1970 (2011) (voir (en) Résolution 1970), pour protéger les populations et les zones civiles menacées d’attaque en Jamahiriya arabe libyenne ».

## Vote de la résolution
La résolution est présentée par la France, le Liban et le Royaume-Uni, sous le chapitre VII de la Charte des Nations unies. Les négociations préalables ont suscité d'abord l'opposition de la Russie et de la Chine qui s'abstiennent finalement lors du vote après une intense activité diplomatique du président Nicolas Sarkozy. Elle est votée par l'Afrique du Sud, la Bosnie-Herzégovine, la Colombie, les États-Unis, la France, le Gabon, le Liban, le Nigeria, le Portugal, et le Royaume-Uni. Cinq membres s'abstiennent : l'Allemagne, le Brésil, la Chine, l'Inde, et la Russie. Aucun ne s'y oppose. La résolution est donc adoptée le 17 mars 2011 à 22 heures GMT (17 heures à New York).
Bertrand Badie relève que la « configuration diplomatique » qui permet l'adoption de la résolution est « inédite dans les annales du Conseil de sécurité ».
La résolution réaffirme le ferme attachement de l'ONU à « la souveraineté, à l’indépendance, à l’intégrité territoriale et à l’unité nationale de la Jamahiriya arabe libyenne ». Elle permet aux pays membres de l'ONU qui le souhaitent de protéger les populations civiles et les zones civiles en Libye. La France, le Royaume-Uni et des pays arabes pourraient participer aux opérations militaires. Elle prévoit « une zone d'exclusion aérienne au-dessus de la Libye, et l'usage de tous les moyens nécessaires pour protéger les populations civiles à l'exception de forces d'occupation étrangère ». Elle n'autorise pas explicitement à effectuer des frappes aériennes.
La résolution a été soutenue par l'ambassadeur adjoint libyen à l'ONU, Ibrahim Dabbachi, qui avait rejoint le mouvement de révolte contre Mouammar Kadhafi, et qui avertissait que ce dernier s'apprêtait à commettre un « génocide » en Libye. La résolution a été accueillie par des tirs de joie et des scènes de liesse à Benghazi (est de la Libye), fief de l'insurrection. Des drapeaux français ont d'ailleurs été brandis dans la ville, la France ayant été la première à soutenir une telle intervention.
Mouammar Kadhafi a déclaré au préalable qu'en cas d'intervention militaire, ses forces attaqueraient les avions et bateaux civils traversant la Méditerranée.
Dans son ouvrage Passeport diplomatique paru en 2019, le diplomate Gérard Araud qui était le représentant permanent de la France au Conseil de sécurité des Nations unies de 2009 à 2014, donna quelques détails sur cette négociation. Lui et son homologue britannique, Mark Lyall Grant (en), reçurent de leur gouvernement respectif la tâche de préparer ensemble un texte qui devrait permettre d'autoriser le lancement d'une intervention internationale destinée à protéger la population libyenne. Une telle demande de recours à la force n'avait qu'un précédent : la résolution 678 de 1990 contre le régime de Saddam Hussein mais il s'agissait à l'époque de mettre fin à l'agression d'un pays, l'Irak, contre un autre, le Koweït, et pas d'intervenir dans les affaires internes d'un État. Néanmoins, le contexte du Printemps arabe, les déclarations inquiétantes de Kadhafi qui annonçait des « rivières de sang » à Benghazi et, selon les mots du diplomate français, le comportement « capricieux à la limite du déséquilibre mental » que le dictateur libyen manifesterait depuis des années aux Nations unies ne jouèrent pas en la faveur de ce dernier. La diplomatie franco-britannique reçu de plus le soutien du Liban au nom de la Ligue arabe ce qui permit d'obtenir un appui régional précieux pour un projet qui paraissait jusque-là trop occidental. 
La première version de la résolution était ambiguë et préparait sans le dire le terrain à une intervention armée. Elle suscita l'opposition des États-Unis. Gérard Araud rapporte qu'il reçut un coup de téléphone incendiaire de Susan Rice, l'ambassadrice américaine aux Nations unies, qui fustigea ce projet de « guerre de merde » (shitty war en anglais). Finalement, quelques heures plus tard, Barack Obama apporta son soutien à la résolution, convaincu semble-t-il par Hillary Clinton qui venait de rencontrer Nicolas Sarkozy et des dirigeants arabes à Paris, en échange de la rédaction d'un texte plus clair. Araud déclare que le revirement américain fut si brutal que lui et son homologue britannique doutèrent des intentions des États-Unis et imaginèrent que ceux-ci cherchaient ainsi à provoquer un veto russe ou chinois, mais Susan Rice s'impliqua à leurs côtés par la suite. À la fin, la Russie n'apprécia pas le texte mais s'abstint. L'Inde et le Brésil voulurent donner l'impression de respecter la souveraineté libyenne sans prendre parti pour Kadhafi et s'abstinrent aussi. L'Allemagne, opposée au recours à la force, se joignit à eux au dernier moment.

### Abstention de l'Allemagne
Une polémique intervient en Europe du fait de l'abstention de  l'Allemagne. Le pays, présent en tant que membre non permanent au Conseil de Sécurité des Nations unies, s'aligne de fait sur les positions de la république populaire de Chine et de la Russie. Cette abstention fait débat y compris en Allemagne pour deux raisons :
- le choix de l'Allemagne va à l'encontre de celui de ses alliés traditionnels qu'elle refuse de suivre, alors qu'elle réclame un siège permanent au sein de l'ONU, avec le soutien de la France[11],[12] ;
- le manque de solidarité vis-à-vis de la révolution en Libye fait également débat[12],[13].

Les critiques sont d'autant plus importantes après la chute du régime de Kadhafi, et le chef des affaires étrangères allemandes, Guido Westerwelle, effectue un mea culpa en se réjouissant que l'intervention militaire ait permis la chute du régime de Kadhafi, il déclare également  respecter les résultats obtenus par les pays participants aux opérations de l'OTAN.
Le Brésil et l'Inde sont les deux autres pays qui s'abstiennent de voter la résolution 1973.

## Mise en place de la résolution
La France, le Royaume-Uni, le Canada, la Norvège, le Danemark, l'Espagne, la Grèce, la Belgique, les États-Unis, la Pologne et le Qatar ont déjà officiellement annoncé qu'ils participeront à l'application de la résolution de l'ONU. Les Émirats arabes unis sont également pressentis pour cette opération. Le 19 mars, les pays concernés se réunissent à Paris pour un sommet spécial sur les éventuelles frappes contre la Jamahiriya arabe libyenne. La veille, le régime de Mouammar Kadhafi avait annoncé un cessez-le-feu et la fermeture de leur espace aérien, pour se « conformer à la résolution de l'ONU ». Les opposants au régime estiment qu'il s'agit d'une « ruse » dans le but de gagner du temps. En effet, les bombardements contre les opposants se poursuivent à Misrata et Benghazi notamment, après l'annonce du cessez-le-feu.

## Analyses à long terme
Kofi Annan se posera la question des conséquences diplomatiques du mésusage par David Cameron et Nicolas Sarkozy de cette résolution du Conseil de sécurité. Il regrettera que le principe de la « responsabilité de protéger », qu'il avait contribué à élaborer, ait été dévoyé et que la résolution ait donné aux Russes et aux Chinois le sentiment qu'ils avaient été dupés, cette résolution prise pour éviter davantage de morts ayant été transformée en processus de changement de régime.
Revenant sur ces événements, Barack Obama condamnera les modalités et les suites de l'intervention militaire menée principalement par les Européens en la désignant sous le terme de « shit show » (spectacle de m…) Il rappellera que « M. Cameron et Nicolas Sarkozy, alors président de la République française, ont fait pression pour les bombardements sur les troupes du colonel Kadhafi qui ont mené à sa chute », devant constater que « depuis 2011 la Libye est de plus en plus touchée par la violence et la guerre civile ». Il conclut que « la Libye est un gâchis ».
Quelques semaines après son élection, le président français Emmanuel Macron déclare dans un entretien publié par huit journaux européens : « La démocratie ne se fait pas depuis l'extérieur à l'insu des peuples. La France n'a pas participé à la guerre en Irak et elle a eu raison. Et elle a eu tort de faire la guerre de cette manière en Libye ». Il ajoute que ces deux interventions ont eu pour résultat des « États faillis dans lesquels prospèrent les groupes terroristes ».

## Texte
- Résolution 1973 Sur fr.wikisource.org
- Résolution 1973 Sur en.wikisource.org